# Llista de topònims d'Albinyana
Llista de topònims (noms propis de lloc) del municipi d'Albinyana, al Baix Penedès
Informació actualitzada per un bot. Els canvis manuals es perdran quan s'actualitzi!

## cabana
| imatge | Nom                    | Ubicat a  | instància de | Detalls | coordenades                                                         | Protecció | Commons (més fotos) | Dades a WD                    |
| ------ | ---------------------- | --------- | ------------ | ------- | ------------------------------------------------------------------- | --------- | ------------------- | ----------------------------- |
|        | barraca de Cal Sabuc   | Albinyana | cabana       |         | 41° 13′ 42″ N, 1° 28′ 31″ E / 41.2284007027414°N,1.47526350203025°E |           |                     | Modifica les dades a Wikidata |
|        | barraca del Perrixet   | Albinyana | cabana       |         | 41° 13′ 40″ N, 1° 28′ 29″ E / 41.2278727434521°N,1.47484625355653°E |           |                     | Modifica les dades a Wikidata |
|        | barraca del Serraller  | Albinyana | cabana       |         | 41° 13′ 35″ N, 1° 28′ 29″ E / 41.2264027676749°N,1.47471338841658°E |           |                     | Modifica les dades a Wikidata |
|        | corral de la Serra     | Albinyana | cabana       |         | 41° 13′ 26″ N, 1° 28′ 50″ E / 41.2239214514352°N,1.48052146331693°E |           |                     | Modifica les dades a Wikidata |
|        | corral de les Basses   | Albinyana | cabana       |         | 41° 15′ 12″ N, 1° 28′ 58″ E / 41.2532353646993°N,1.48285002947687°E |           |                     | Modifica les dades a Wikidata |
|        | corral del Júlio       | Albinyana | cabana       |         | 41° 14′ 27″ N, 1° 30′ 01″ E / 41.2408880289859°N,1.50017656613841°E |           |                     | Modifica les dades a Wikidata |
|        | corral del Merino      | Albinyana | cabana       |         | 41° 13′ 28″ N, 1° 28′ 40″ E / 41.224361832893°N,1.47771955836955°E  |           |                     | Modifica les dades a Wikidata |
|        | corral del Puig-xadoll | Albinyana | cabana       |         | 41° 14′ 59″ N, 1° 29′ 31″ E / 41.2498404968359°N,1.49183211205984°E |           |                     | Modifica les dades a Wikidata |
|        | pallissa de Ca l'Arlà  | Albinyana | cabana       |         | 41° 15′ 25″ N, 1° 29′ 52″ E / 41.2569619202678°N,1.49776773877161°E |           |                     | Modifica les dades a Wikidata |
|        | pallissa de l'Espetec  | Albinyana | cabana       |         | 41° 14′ 33″ N, 1° 30′ 21″ E / 41.2424759154572°N,1.50591616118753°E |           |                     | Modifica les dades a Wikidata |
|        | pallissa de l'Oliver   | Albinyana | cabana       |         | 41° 14′ 26″ N, 1° 29′ 09″ E / 41.2405658710699°N,1.48588779469802°E |           |                     | Modifica les dades a Wikidata |
|        | pallissa del Baldiret  | Albinyana | cabana       |         | 41° 13′ 35″ N, 1° 28′ 40″ E / 41.2262731947443°N,1.47785418063975°E |           |                     | Modifica les dades a Wikidata |
|        | pallissa del Camp      | Albinyana | cabana       |         | 41° 15′ 08″ N, 1° 30′ 18″ E / 41.2521840189009°N,1.50507430264697°E |           |                     | Modifica les dades a Wikidata |
|        | pallissa del Guineu    | Albinyana | cabana       |         | 41° 13′ 38″ N, 1° 28′ 32″ E / 41.2271811196467°N,1.47567362908486°E |           |                     | Modifica les dades a Wikidata |
|        | pallissa del Poniol    | Albinyana | cabana       |         | 41° 13′ 41″ N, 1° 28′ 01″ E / 41.2280395979584°N,1.46706333620803°E |           |                     | Modifica les dades a Wikidata |
|        | pallissa del Quadrell  | Albinyana | cabana       |         | 41° 13′ 39″ N, 1° 28′ 44″ E / 41.2274774210988°N,1.4790074103554°E  |           |                     | Modifica les dades a Wikidata |
|        | pallissa del Sabater   | Albinyana | cabana       |         | 41° 15′ 26″ N, 1° 31′ 24″ E / 41.2572558628672°N,1.52326906697343°E |           |                     | Modifica les dades a Wikidata |

## casa
| imatge | Nom          | Ubicat a  | instància de | Detalls                                  | coordenades                                                                      | Protecció                                  | Commons (més fotos)   | Dades a WD                    |
| ------ | ------------ | --------- | ------------ | ---------------------------------------- | -------------------------------------------------------------------------------- | ------------------------------------------ | --------------------- | ----------------------------- |
|        | Ca l'Escarrà | Albinyana | casa         | Estil: arquitectura popular              | 41° 14′ 45″ N, 1° 29′ 13″ E / 41.24581°N,1.487°E                                 | bé integrant del patrimoni cultural català |                       | Modifica les dades a Wikidata |
|        | Cal Gener    | les Peces | casa         | Estil: arquitectura popular 15th century | 41° 15′ 15″ N, 1° 29′ 59″ E / 41.25416°N,1.49974°E ca:C. de la Plaça, 3 140 msnm | bé cultural d'interès local                | Cal Gener (les Peces) | Modifica les dades a Wikidata |
|        | Cal Miró     | les Peces | casa         | Estil: arquitectura popular              | 41° 15′ 16″ N, 1° 30′ 00″ E / 41.25431°N,1.49992°E ca:C. Major, 11 136 msnm      | bé cultural d'interès local                | Cal Miró (les Peces)  | Modifica les dades a Wikidata |
|        | Cal Pau Magí | Albinyana | casa         | Estil: arquitectura popular              | 41° 14′ 45″ N, 1° 29′ 10″ E / 41.24575°N,1.48617°E ca:Pl. Major, 3 201 msnm      | bé cultural d'interès local                | Cal Pau Magí          | Modifica les dades a Wikidata |

## curs d'aigua
| imatge | Nom                 | Ubicat a                                                            | instància de | Detalls                                               | coordenades | Protecció | Commons (més fotos) | Dades a WD                    |
| ------ | ------------------- | ------------------------------------------------------------------- | ------------ | ----------------------------------------------------- | --- | --------- | ------------------- | ----------------------------- |
|        | riera de l'Albornar | Sant Jaume dels Domenys Llorenç del Penedès Santa Oliva Albinyana   | curs d'aigua | Desemboca: riera de la Bisbal                         | 41° 15′ 07″ N, 1° 31′ 30″ E / 41.252068°N,1.525095°E 91 msnm                                                         |           |                     | Modifica les dades a Wikidata |
|        | riera de la Bisbal  | el Montmell la Bisbal del Penedès Albinyana Santa Oliva el Vendrell | curs d'aigua | Desemboca: mar Mediterrània Llarg: 19km Conca: 190km² | 41° 11′ 00″ N, 1° 32′ 54″ E / 41.183333333333°N,1.5483333333333°E 41° 13′ 00″ N, 1° 32′ 00″ E / 41.21667°N,1.53333°E |           | Riera de la Bisbal  | Modifica les dades a Wikidata |

## entitat singular de població
| imatge | Nom                    | Ubicat a  | instància de                                   | Detalls | coordenades                                                                  | Protecció | Commons (més fotos) | Dades a WD                    |
| ------ | ---------------------- | --------- | ---------------------------------------------- | ------- | ---------------------------------------------------------------------------- | --------- | ------------------- | ----------------------------- |
|        | Albinyana              | Albinyana | entitat singular de població capital municipal | 468 hab | 41° 14′ 41″ N, 1° 29′ 12″ E / 41.24463862°N,1.48654411°E 185 msnm            |           |                     | Modifica les dades a Wikidata |
|        | Bonaterra I            | Albinyana | entitat singular de població                   | 89 hab  | 41° 14′ 39″ N, 1° 31′ 10″ E / 41.24427374°N,1.519470765°E 100 msnm           |           |                     | Modifica les dades a Wikidata |
|        | Bonaterra II           | Albinyana | entitat singular de població                   | 686 hab | 41° 14′ 43″ N, 1° 31′ 26″ E / 41.2451495°N,1.52388768°E 97 msnm              |           |                     | Modifica les dades a Wikidata |
|        | el Molí del Blanquillo | Albinyana | entitat singular de població                   | 71 hab  | 41° 14′ 37″ N, 1° 31′ 44″ E / 41.243658°N,1.528835°E 81 msnm                 |           |                     | Modifica les dades a Wikidata |
|        | la Papiola             | Albinyana | entitat singular de població                   | 562 hab | 41° 14′ 42″ N, 1° 31′ 09″ E / 41.244875°N,1.51908°E 102 msnm                 |           | La Papiola          | Modifica les dades a Wikidata |
|        | les Masies del Torrent | Albinyana | entitat singular de població                   | 15 hab  | 41° 15′ 26″ N, 1° 30′ 32″ E / 41.2572774554706°N,1.50887328515661°E 115 msnm |           |                     | Modifica les dades a Wikidata |
|        | les Peces              | Albinyana | entitat singular de població                   | 787 hab | 41° 15′ 19″ N, 1° 30′ 02″ E / 41.2551771912689°N,1.50043455818028°E 130 msnm |           | Les Peces           | Modifica les dades a Wikidata |

## església
| imatge | Nom                                  | Ubicat a  | instància de    | Detalls                                           | coordenades                                                                     | Protecció                   | Commons (més fotos)                  | Dades a WD                    |
| ------ | ------------------------------------ | --------- | --------------- | ------------------------------------------------- | ------------------------------------------------------------------------------- | --------------------------- | ------------------------------------ | ----------------------------- |
|        | Sant Antoni de Pàdua d'Albinyana     | Albinyana | església ermita | Estil: arquitectura popular                       | 41° 14′ 31″ N, 1° 28′ 34″ E / 41.24186111°N,1.4762°E 345.2 msnm                 | bé cultural d'interès local | Sant Antoni de Pàdua d'Albinyana     | Modifica les dades a Wikidata |
|        | Sant Bartomeu d'Albinyana            | Albinyana | església        | Estil: arquitectura romànica arquitectura barroca | 41° 14′ 46″ N, 1° 29′ 11″ E / 41.2461°N,1.48638°E 198 msnm                      | bé cultural d'interès local | Sant Bartomeu d'Albinyana            | Modifica les dades a Wikidata |
|        | església del Sagrat Cor de les Peces | les Peces | església        | Estil: arquitectura popular 19th century          | 41° 15′ 17″ N, 1° 30′ 02″ E / 41.25474°N,1.50064°E ca:C. de l'Església 134 msnm | bé cultural d'interès local | Església del Sagrat Cor de les Peces | Modifica les dades a Wikidata |

## masia
| imatge | Nom               | Ubicat a  | instància de | Detalls                     | coordenades                                                                         | Protecció                   | Commons (més fotos)  | Dades a WD                    |
| ------ | ----------------- | --------- | ------------ | --------------------------- | ----------------------------------------------------------------------------------- | --------------------------- | -------------------- | ----------------------------- |
|        | Ca l'Arlà         | Albinyana | masia        |                             | 41° 15′ 17″ N, 1° 29′ 58″ E / 41.2547323686108°N,1.49947792362167°E                 |                             |                      | Modifica les dades a Wikidata |
|        | Cal Casals        | Albinyana | masia        |                             | 41° 14′ 50″ N, 1° 29′ 27″ E / 41.2472687705169°N,1.49079328338504°E                 |                             |                      | Modifica les dades a Wikidata |
|        | Cal Cuat          | Albinyana | masia        |                             | 41° 15′ 09″ N, 1° 30′ 27″ E / 41.2524675828229°N,1.50749074627199°E                 |                             |                      | Modifica les dades a Wikidata |
|        | Cal Fandó         | Albinyana | masia        |                             | 41° 14′ 46″ N, 1° 29′ 24″ E / 41.246133167539°N,1.49005562084671°E                  |                             |                      | Modifica les dades a Wikidata |
|        | Cal Mariano       | Albinyana | masia        |                             | 41° 14′ 30″ N, 1° 29′ 06″ E / 41.2415357695532°N,1.48498232445823°E                 |                             |                      | Modifica les dades a Wikidata |
|        | Cal Mata          | Albinyana | masia        | Estil: arquitectura popular | 41° 14′ 59″ N, 1° 30′ 56″ E / 41.2497°N,1.51557°E ca:Carretera del Vendrell a Valls | bé cultural d'interès local | Cal Mata (Albinyana) | Modifica les dades a Wikidata |
|        | Cal Nicolau       | Albinyana | masia        |                             | 41° 13′ 59″ N, 1° 28′ 41″ E / 41.2330671493059°N,1.47803065737952°E                 |                             |                      | Modifica les dades a Wikidata |
|        | Cal Poterres      | Albinyana | masia        |                             | 41° 14′ 48″ N, 1° 29′ 26″ E / 41.2465795623357°N,1.49043917828509°E                 |                             |                      | Modifica les dades a Wikidata |
|        | Cal Seixanta      | Albinyana | masia        |                             | 41° 14′ 56″ N, 1° 31′ 09″ E / 41.2488983759285°N,1.51917268489125°E                 |                             |                      | Modifica les dades a Wikidata |
|        | Cal Sereno        | Albinyana | masia        |                             | 41° 15′ 27″ N, 1° 31′ 43″ E / 41.257502891864°N,1.52849166500463°E                  |                             |                      | Modifica les dades a Wikidata |
|        | Cal Sínio         | Albinyana | masia        |                             | 41° 14′ 54″ N, 1° 31′ 08″ E / 41.2482835913704°N,1.51899561272199°E                 |                             |                      | Modifica les dades a Wikidata |
|        | Mas Albinyaneta   | Albinyana | masia        |                             | 41° 14′ 45″ N, 1° 29′ 43″ E / 41.2458227691887°N,1.49524225170819°E                 |                             |                      | Modifica les dades a Wikidata |
|        | Masia d'Escansa   | Albinyana | masia        |                             | 41° 14′ 19″ N, 1° 27′ 58″ E / 41.2385999231558°N,1.46598125531572°E                 |                             |                      | Modifica les dades a Wikidata |
|        | Masia del Perutxo | Albinyana | masia        |                             | 41° 14′ 23″ N, 1° 28′ 23″ E / 41.2396053395725°N,1.47317729402311°E                 |                             |                      | Modifica les dades a Wikidata |
|        | el Maset          | Albinyana | masia        |                             | 41° 14′ 35″ N, 1° 29′ 06″ E / 41.2430235866341°N,1.48510309437312°E                 |                             |                      | Modifica les dades a Wikidata |
|        | el Pujolet        | Albinyana | masia        |                             | 41° 14′ 34″ N, 1° 30′ 36″ E / 41.2427647751155°N,1.51013412763168°E                 |                             |                      | Modifica les dades a Wikidata |
|        | el Quadrell       | Albinyana | masia        |                             | 41° 15′ 02″ N, 1° 28′ 27″ E / 41.2505006753244°N,1.47426033677295°E                 |                             |                      | Modifica les dades a Wikidata |
|        | les Fontanilles   | Albinyana | masia        |                             | 41° 14′ 14″ N, 1° 28′ 51″ E / 41.2372739782627°N,1.4807849762446°E                  |                             |                      | Modifica les dades a Wikidata |

## molí d'aigua
| imatge | Nom                 | Ubicat a  | instància de | Detalls | coordenades                                                         | Protecció                   | Commons (més fotos) | Dades a WD                    |
| ------ | ------------------- | --------- | ------------ | ------- | ------------------------------------------------------------------- | --------------------------- | ------------------- | ----------------------------- |
|        | Molí del Blanquillo | Albinyana | molí d'aigua |         | 41° 14′ 39″ N, 1° 31′ 36″ E / 41.2442642149891°N,1.52655708969524°E |                             |                     | Modifica les dades a Wikidata |
|        | Molí del Perot      | Albinyana | molí d'aigua |         | 41° 14′ 52″ N, 1° 31′ 45″ E / 41.24765°N,1.529191°E                 | bé cultural d'interès local |                     | Modifica les dades a Wikidata |

## muntanya
| imatge | Nom                 | Ubicat a              | instància de | Detalls | coordenades                                                            | Protecció | Commons (més fotos) | Dades a WD                    |
| ------ | ------------------- | --------------------- | ------------ | ------- | ---------------------------------------------------------------------- | --------- | ------------------- | ----------------------------- |
|        | Puig Claper         | el Vendrell Albinyana | muntanya     |         | 41° 13′ 18″ N, 1° 29′ 35″ E / 41.2216°N,1.49299°E 280.3 msnm           |           |                     | Modifica les dades a Wikidata |
|        | Puig Lleó           | el Vendrell Albinyana | muntanya     |         | 41° 13′ 43″ N, 1° 29′ 42″ E / 41.2286°N,1.49504°E 311.6 msnm           |           |                     | Modifica les dades a Wikidata |
|        | Puig de Sant Antoni | Albinyana             | muntanya     |         | 41° 14′ 37″ N, 1° 28′ 28″ E / 41.2437100625°N,1.47433479322°E 409 msnm |           | Puig de Sant Antoni | Modifica les dades a Wikidata |
|        | la Plana del Xim    | Bonastre Albinyana    | muntanya     |         | 41° 12′ 39″ N, 1° 28′ 33″ E / 41.2109°N,1.47574°E 272 msnm             |           |                     | Modifica les dades a Wikidata |
|        | les Torretes        | Albinyana el Vendrell | muntanya     |         | 41° 14′ 18″ N, 1° 30′ 50″ E / 41.2384°N,1.51388°E 250.4 msnm           |           |                     | Modifica les dades a Wikidata |

## pont
| imatge | Nom               | Ubicat a  | instància de | Detalls        | coordenades                                                         | Protecció | Commons (més fotos) | Dades a WD                    |
| ------ | ----------------- | --------- | ------------ | -------------- | ------------------------------------------------------------------- | --------- | ------------------- | ----------------------------- |
|        | Pont de Cal Matar | Albinyana | pont         | Hi passa: C-51 | 41° 14′ 58″ N, 1° 30′ 51″ E / 41.2494447455059°N,1.51404024296776°E |           |                     | Modifica les dades a Wikidata |
|        | Pont de l'Estela  | Albinyana | pont         |                | 41° 14′ 33″ N, 1° 29′ 19″ E / 41.2424651204869°N,1.4885290262643°E  |           |                     | Modifica les dades a Wikidata |

## quebrada
| imatge | Nom                        | Ubicat a                                              | instància de | Detalls | coordenades                                                                      | Protecció | Commons (més fotos) | Dades a WD                    |
| ------ | -------------------------- | ----------------------------------------------------- | ------------ | ------- | -------------------------------------------------------------------------------- | --------- | ------------------- | ----------------------------- |
|        | Barranc del Lleó           | Albinyana el Vendrell                                 | quebrada     |         | 41° 13′ 10″ N, 1° 30′ 14″ E / 41.219332°N,1.503998°E 255 61 msnm                 |           |                     | Modifica les dades a Wikidata |
|        | Clot de Bou                | Baix Penedès la Bisbal del Penedès Bonastre Albinyana | quebrada     |         | 41° 14′ 43″ N, 1° 27′ 19″ E / 41.245382°N,1.455324°E 182 325 msnm                |           |                     | Modifica les dades a Wikidata |
|        | Fondo de les Quatre Boques | el Vendrell Albinyana                                 | quebrada     |         | 41° 12′ 59″ N, 1° 29′ 08″ E / 41.216346944444446°N,1.4856869444444445°E 300 msnm |           |                     | Modifica les dades a Wikidata |

## serra
| imatge | Nom                 | Ubicat a              | instància de | Detalls | coordenades                                                         | Protecció | Commons (més fotos) | Dades a WD                    |
| ------ | ------------------- | --------------------- | ------------ | ------- | ------------------------------------------------------------------- | --------- | ------------------- | ----------------------------- |
|        | Serra Pedregosa     | Albinyana el Vendrell | serra        |         | 41° 13′ 43″ N, 1° 29′ 50″ E / 41.2287°N,1.49718°E 358.2 msnm        |           |                     | Modifica les dades a Wikidata |
|        | serra de la Papiola | Albinyana el Vendrell | serra        |         | 41° 14′ 18″ N, 1° 30′ 36″ E / 41.23832222°N,1.50997222°E 250.4 msnm |           |                     | Modifica les dades a Wikidata |

## vèrtex geodèsic
| imatge | Nom                     | Ubicat a  | instància de    | Detalls   | coordenades                                                       | Protecció | Commons (més fotos) | Dades a WD                    |
| ------ | ----------------------- | --------- | --------------- | --------- | ----------------------------------------------------------------- | --------- | ------------------- | ----------------------------- |
|        | La Esplana              | Albinyana | vèrtex geodèsic | Alt: 1.2m | 41° 12′ 39″ N, 1° 28′ 33″ E / 41.21091°N,1.475731°E 272.074 msnm  |           |                     | Modifica les dades a Wikidata |
|        | San Antonio de Albiñana | Albinyana | vèrtex geodèsic | Alt: 1.2m | 41° 14′ 37″ N, 1° 28′ 28″ E / 41.243707°N,1.474336°E 408.675 msnm |           |                     | Modifica les dades a Wikidata |

## Misc
| imatge | Nom                           | Ubicat a           | instància de                                | Detalls                         | coordenades                                                                                        | Protecció                                                                                        | Commons (més fotos) | Dades a WD                    |
| ------ | ----------------------------- | ------------------ | ------------------------------------------- | ------------------------------- | -------------------------------------------------------------------------------------------------- | ------------------------------------------------------------------------------------------------ | ------------------- | ----------------------------- |
|        | Aqualeón                      | Albinyana          | parc aquàtic                                |                                 | 41° 14′ 46″ N, 1° 29′ 48″ E / 41.2460631°N,1.4966619°E                                             |                                                                                                  |                     | Modifica les dades a Wikidata |
|        | Bonaterra                     | Albinyana          | nucli de població                           |                                 | 41° 14′ 49″ N, 1° 31′ 23″ E / 41.24704°N,1.523°E 87 msnm                                           |                                                                                                  |                     | Modifica les dades a Wikidata |
|        | Castell d'Albinyana           | Albinyana          | castell                                     |                                 | 41° 14′ 29″ N, 1° 28′ 32″ E / 41.2413°N,1.47551°E ca:Al costat de l'ermita de Sant Antoni 357 msnm | bé d'interès cultural bé cultural d'interès nacional                                             | Castell d'Albinyana | Modifica les dades a Wikidata |
|        | Coll de la Font d'en Benet    | Bonastre Albinyana | indret                                      |                                 | 41° 13′ 45″ N, 1° 28′ 00″ E / 41.229166666666664°N,1.4666666666666668°E 289 msnm                   |                                                                                                  |                     | Modifica les dades a Wikidata |
|        | Cova de Vallmajor             | Albinyana          | jaciment arqueològic gruta amb art rupestre |                                 | 41° 14′ 17″ N, 1° 28′ 30″ E / 41.238054°N,1.474989°E                                               | bé d'interès cultural lloc component de Patrimoni de la Humanitat bé cultural d'interès nacional |                     | Modifica les dades a Wikidata |
|        | Molí de Baix                  | Albinyana          | assentament humà                            | Estat: localització desconeguda | |                                                                                                  |                     | Modifica les dades a Wikidata |
|        | Nucli d'Albinyana             | Albinyana          | centre històric                             | Estil: arquitectura popular     | 41° 14′ 45″ N, 1° 29′ 11″ E / 41.245896°N,1.486394°E                                               | bé cultural d'interès local                                                                      |                     | Modifica les dades a Wikidata |
|        | Pedrera de l'Arlà             | Albinyana          | pedrera                                     |                                 | 41° 15′ 27″ N, 1° 29′ 29″ E / 41.2574894986588°N,1.49127417164387°E                                |                                                                                                  |                     | Modifica les dades a Wikidata |
|        | Tomoví                        | Albinyana          | antic assentament                           |                                 | 41° 15′ 20″ N, 1° 31′ 17″ E / 41.2554293145826°N,1.52131689073445°E                                |                                                                                                  |                     | Modifica les dades a Wikidata |
|        | casa consistorial d'Albinyana | Albinyana          | casa consistorial                           |                                 | 41° 14′ 45″ N, 1° 29′ 12″ E / 41.2458318°N,1.4866285°E                                             |                                                                                                  |                     | Modifica les dades a Wikidata |
|        | el Pedró de Cal Setró         | Albinyana          | fita                                        |                                 | 41° 12′ 58″ N, 1° 28′ 29″ E / 41.2161791226284°N,1.47470045647129°E                                |                                                                                                  |                     | Modifica les dades a Wikidata |
|        | font del Toni                 | Albinyana          | font                                        |                                 | 41° 14′ 17″ N, 1° 28′ 31″ E / 41.2379224380708°N,1.47532858014728°E                                |                                                                                                  |                     | Modifica les dades a Wikidata |